# Témia temnure
Temnurus temnurus
Genre
Espèce
Statut de conservation UICN

 LC  : Préoccupation mineure
La Témia temnure (Temnurus temnurus) est une espèce de passereau appartenant à la famille des Corvidae. C'est la seule espèce du genre Temnurus.
Cet oiseau vit à Hainan, Vietnam, dans l'est du Laos et le sud  de la Thaïlande.
Son habitat naturel sont les forêts de plaine subtropical ou tropicale humide.